# Cygnus X-3
Cygnus X-3 (Łabędź X-3) – mikrokwazar (rentgenowski układ podwójny) położony w gwiazdozbiorze Łabędzia, emitujący promieniowanie w szerokim zakresie od fal radiowych do promieni gamma. Został odkryty w 1966 roku jako jasne źródło promieniowania rentgenowskiego. Znajduje się w naszej Galaktyce w odległości 7–10 kiloparseków od Ziemi.
Jest to układ podwójny o dużej masie i krótkim okresie równym dokładnie 4,8 godziny. Według badaczy jest to czarna dziura lub gwiazda neutronowa krążąca wokół gwiazdy Wolfa-Rayeta emitującej silny helowy wiatr gwiazdowy. Gwiazda zwarta akreuje materię z większego towarzysza. Cygnus X-3 jest źródłem silnych rozbłysków radiowych oraz towarzyszących im relatywistycznych dżetów.